# چیوکا
چیوکا (به لاتین: Chiuca) یک منطقهٔ مسکونی در آنگولا است که در کتبلا، آنگولا واقع شده‌است.